# Intubation difficile
Une intubation difficile est le terme médical décrivant une intubation trachéale compliquée ne répondant pas aux critères habituels d'intubation par un anesthésiste expérimenté.

## Définition
Selon l'expertise collective de 1996 de la Société française d'anesthésie et de réanimation (SFAR), on considère qu'une intubation trachéale est difficile pour un anesthésiste expérimenté, lorsqu'elle nécessite plus de 10 minutes et/ou plus de deux laryngoscopies, dans la position modifiée de Jackson, avec ou sans manipulation laryngée externe.

## Chariots d’intubation difficile
La dernière conférence d'experts de la SFAR décrit la composition recommandée des chariots pour intubation difficile dans différentes situations : en anesthésie-réanimation, en pédiatrie, en médecine d'urgence.
Composition recommandée d’un chariot d’intubation difficile en anesthésie ou réanimation
- Pince de Magill
- Sondes d’intubation de tailles différentes
- Lames métalliques de Macintosh de toutes tailles
- Mandrins longs béquillés (Mandrin d'Eschmann)
- LMA-Fastrach de tailles différentes
- Dispositif d’abord trachéal direct : set de cricothyroïdotomie
- Dispositif d’oxygénation transtrachéale validé (injecteur manuel)
- Guide échangeur creux d’extubation
- Fibroscope
- Masque adaptés (de type Fibroxy) et canules d’aide à la fibroscopie
- Concernant le fibroscope, celui-ci peut être disponible sur un chariot individualisé du chariot d’intubation difficile où se trouvera la source de lumière, le fibroscope et tous les accessoires nécessaires à la réalisation de l’endoscopie (la localisation de ce chariot doit être connue de tous).

Particularités Pédiatriques
Le matériel disponible doit être adapté à la taille et au poids des enfants pris en charge.
- Lames droites de Miller
- LMA-Fastrach taille 3 pour les enfants de plus de 30 kg
- Masques laryngés de tailles différentes pour les enfants de moins de 30 kg

Composition d’un chariot ou mallette d’intubation difficile en Médecine d’urgence 
- Pince de Magill
- Sondes de tailles différentes
- Lames métalliques de Macintosh de toutes tailles
- Mandrins longs béquillés (Mandrin d'Eschmann)
- LMA-Fastrach
- Set de cricothyroïdotomie